# Wilhelm Ruhkopf

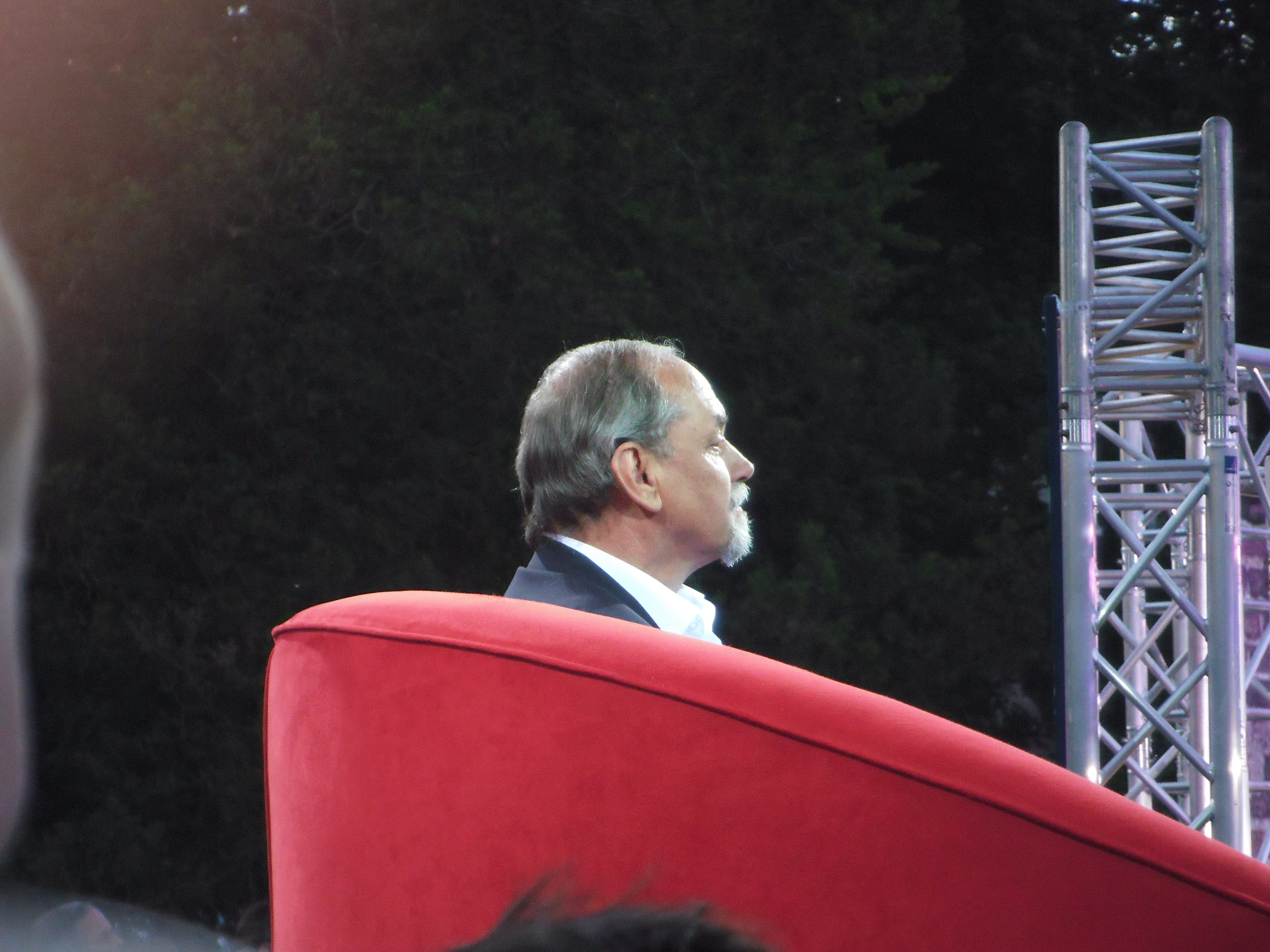
Wilhelm Ruhkopf 2010

Wilhelm Ruhkopf (* 5. August 1951 in Hildesheim) ist ein deutscher Kommunalpolitiker (SPD) und war von 2006 bis 2014 Bürgermeister der niedersächsischen Mittelstadt Soltau.

## Leben
Ruhkopf absolvierte zunächst eine Lehre zum Raumausstatter, später arbeitete er für den Bundesgrenzschutz sowie in Kinderheimen und mit Behinderten. Dann entschloss er sich zu einem Lehramtsstudium und wurde Lehrer an der Hauptschule in Soltau. In seiner 25-jährigen Unterrichtszeit an der Schule war er u. a. maßgeblich an der Gründung des ShowPalastes, des ersten und einzigen Schüler-Varietés Deutschlands, beteiligt.
Nach seiner Tätigkeit als Ratsmitglied der Stadt Soltau ab dem Jahr 1991 kandidierte Ruhkopf im Jahr 2006 für die Bürgermeisterwahl und setzte sich in einer Stichwahl am 24. September 2006 mit 66,9 Prozent der Stimmen deutlich gegen seine Vorgängerin Christa Erden (CDU) durch. Ab November 2006 war er somit für zunächst acht Jahre Bürgermeister Soltaus. Seine Amtszeit endete am 31. Oktober 2014; er kündigte bereits frühzeitig an, nicht für eine zweite Amtszeit kandidieren zu wollen. Sein Nachfolger wurde Helge Röbbert.